# Redisham
Redisham est un village et une paroisse civile en Angleterre dans le Suffolk. Il se trouve à 5,6 km au sud-ouest de Beccles et à 7 km au nord-est de Halesworth dans le district du Suffolk de l'Est. En 2005, la population estimée de Redisham comptait 110 habitants et 125 habitants en 2011. Ilkestshall St Lawrence est à 3,2 km à l'est, Brampton à 3,6 km au sud-ouest et Ringsfield à 3,2 km au nord.
Le village n'est desservi par aucun transport public, bien que la gare de Brampton de la East Suffolk Line soit plus proche de  Redisham que de Brampton. L'église paroissiale anglicane est dédiée à saint Pierre,. C'est un édifice protégé de niveau I avec un porche normand, ; elle a été construite à l'emplacement d'une première église datant du Xe siècle. C'est l'église la plus petite du Suffolk avec seulement soixante places assises.
Redisham Hall se trouve au nord du village, mais dépend de la paroisse de Ringsfield.